# Java-Krieg

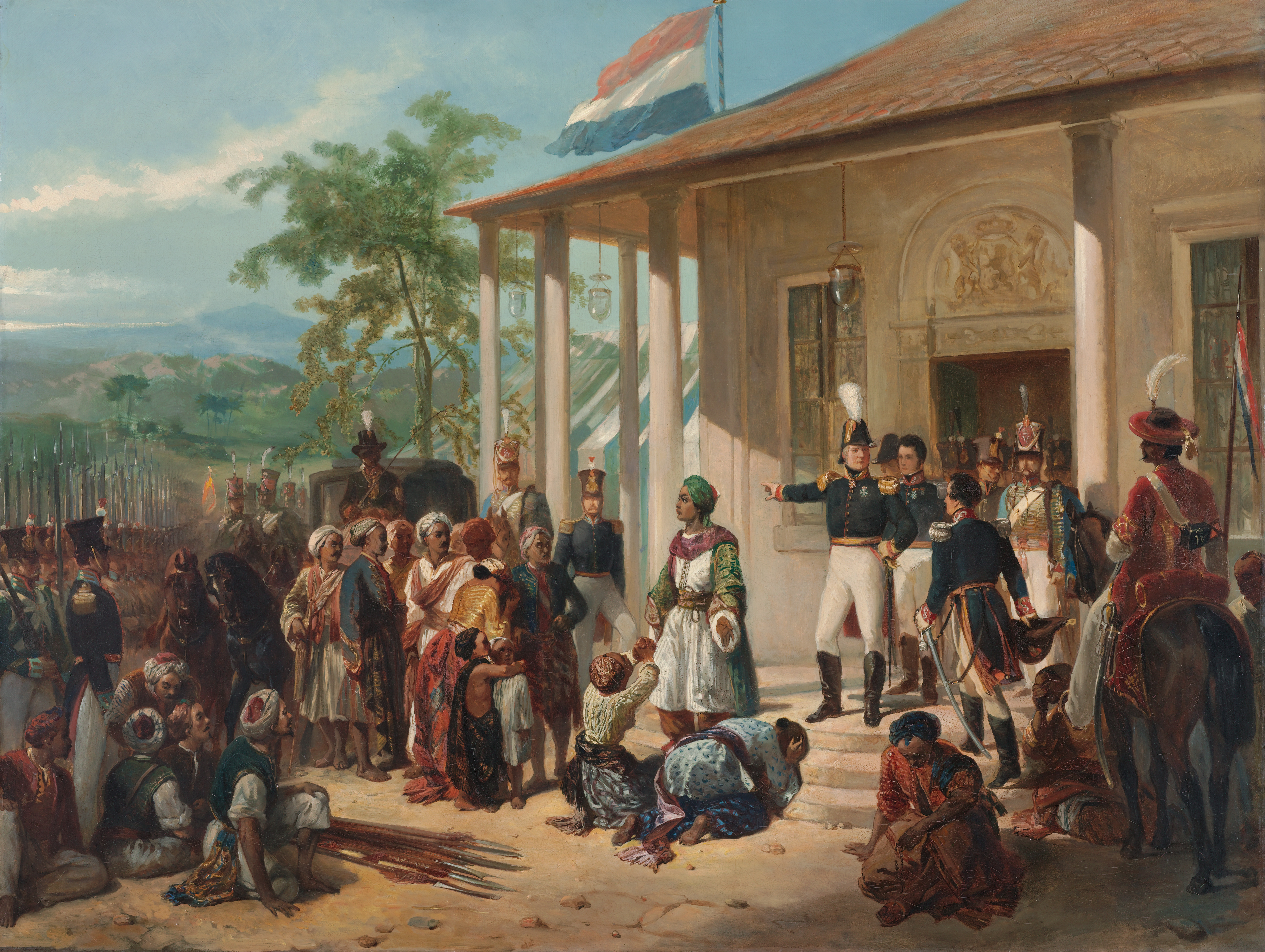
Die Kapitulation von Prinz Diponegoro vor Hendrik Merkus de Kock

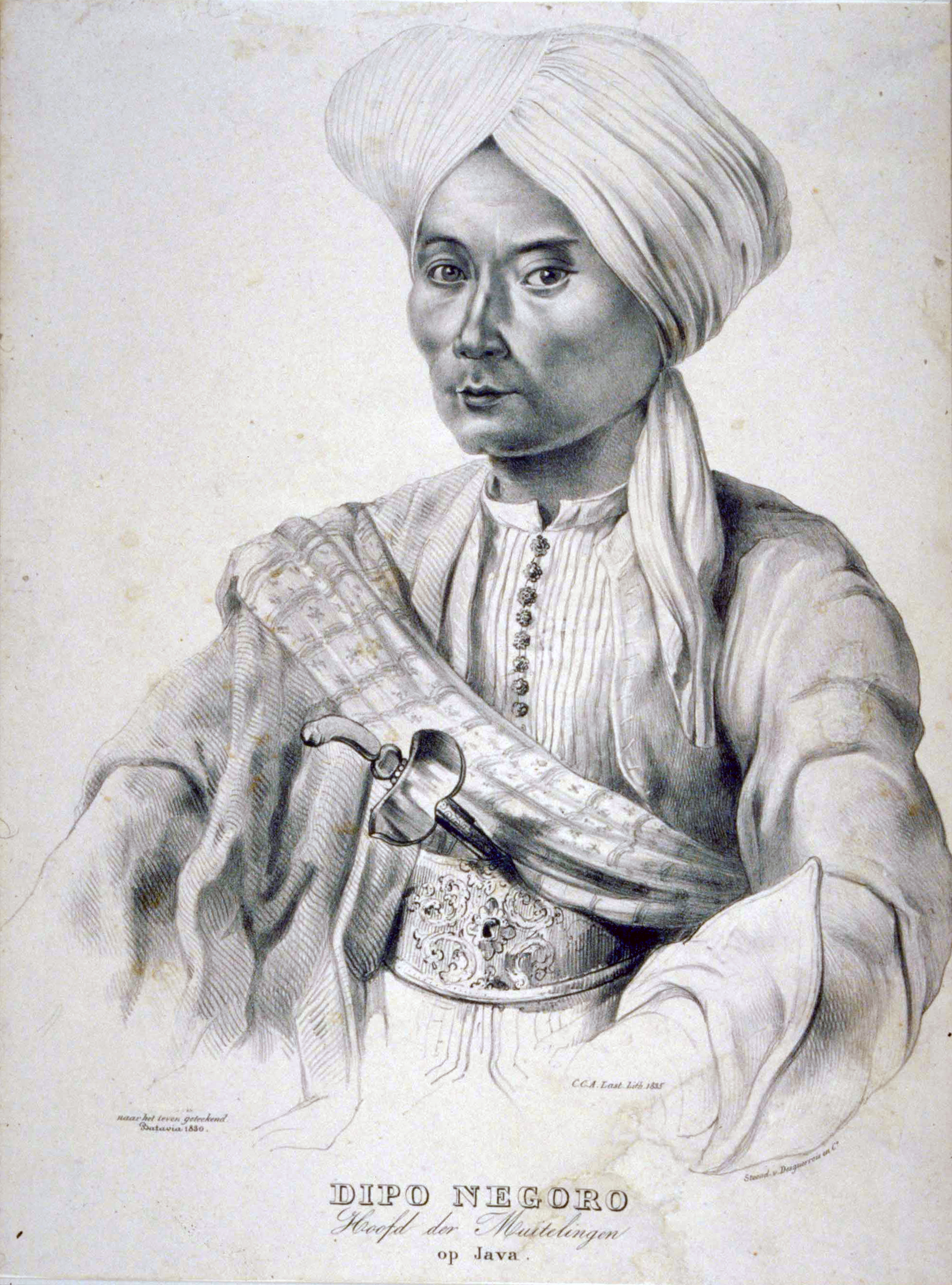
Diponegoro, Anführer des Aufstands

Der Java-Krieg (javanische Aksara-Jawa-Schrift ꦥꦼꦫꦁꦗꦮ) oder Diponegoro-Krieg (ꦥꦼꦫꦁꦢꦶꦥꦤꦼꦒꦫ) wurde von 1825 bis 1830 in Zentraljava zwischen dem niederländischen Kolonialreich und javanischen Rebellen geführt. Der Krieg begann als Rebellion unter der Führung von Prinz Diponegoro, einem führenden Mitglied der javanischen Aristokratie, der zuvor mit den Niederländern kooperiert hatte. Der Prinz fühlte sich bei seinen Thronfolgeansprüchen von der Kolonialmacht übergangen, zudem kam es zu Konflikten mit der niederländischen Administration bezüglich der Fortführung von Pachtverträgen zwischen Europäern und einheimischen Adeligen. Von den Aufständischen wurde der Krieg zum Dschihad gegen die nichtmuslimischen Kolonialherren stilisiert.
Die Rebellen belagerten zunächst die Stadt Yogyakarta. Dies gab den Niederländern Zeit, ihre Armee mit kolonialen und europäischen Truppen zu verstärken. Noch im selben Jahr gelang es den Kolonialtruppen, die Belagerung zu beenden. Nach dieser Niederlage kämpften die Rebellen noch fünf Jahre lang in einem Guerillakrieg weiter.
Der Krieg endete mit einem niederländischen Sieg und Prinz Diponegoro wurde zu einer Friedenskonferenz eingeladen. Jedoch kam es zum Verrat des Prinzen durch die eigenen Reihen, er wurde gefangen genommen. Aufgrund der hohen Kosten des Krieges führten die niederländischen Kolonialbehörden in ganz Niederländisch-Ostindien umfangreiche Reformen durch, um die Rentabilität der Kolonien zu gewährleisten. Insgesamt forderte der Krieg auf der Seite der Aufständischen vermutlich etwa 200 000 Todesopfer, während etwa 8000 europäische Soldaten und etwa 7000 einheimische pro-niederländische Kämpfer starben.